# Xiphocentron saltuum
Xiphocentron saltuum är en nattsländeart som först beskrevs av Mueller 1921.  Xiphocentron saltuum ingår i släktet Xiphocentron och familjen Xiphocentronidae. Inga underarter finns listade i Catalogue of Life.